# Stadttheater Aschaffenburg

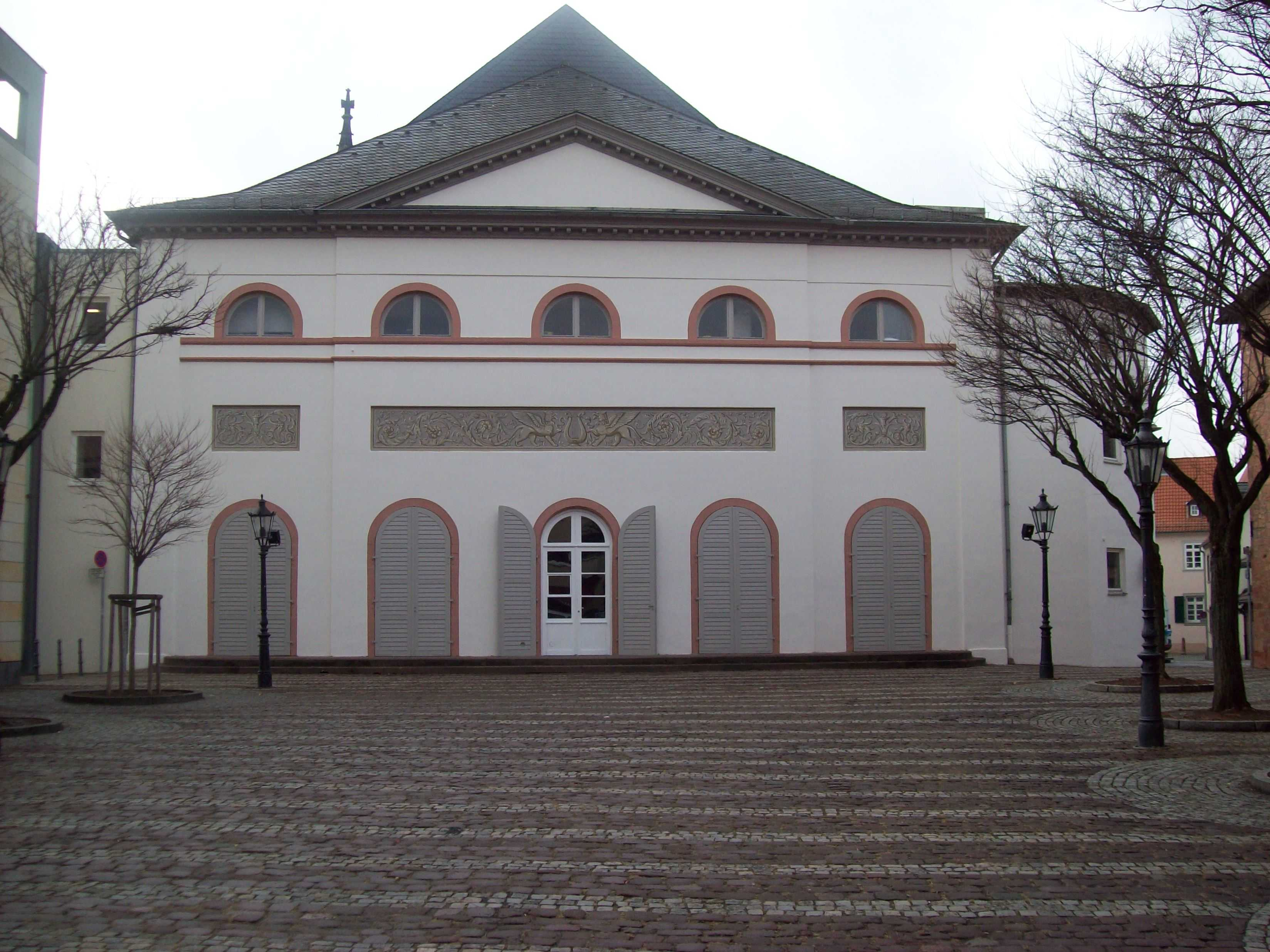
Stadttheater Aschaffenburg

Das Stadttheater Aschaffenburg wurde 1811 unter Fürstprimas Karl Theodor von Dalberg erbaut. Der klassizistische Zuschauerraum, ausgemalt im Stil des Empire, gilt als einer der schönsten in Süddeutschland. Das Programm des Theaters umfasst Vorstellungen aus den Bereichen Schauspiel, Konzerte, Tanztheater und Kleinkunst.

## Geschichte

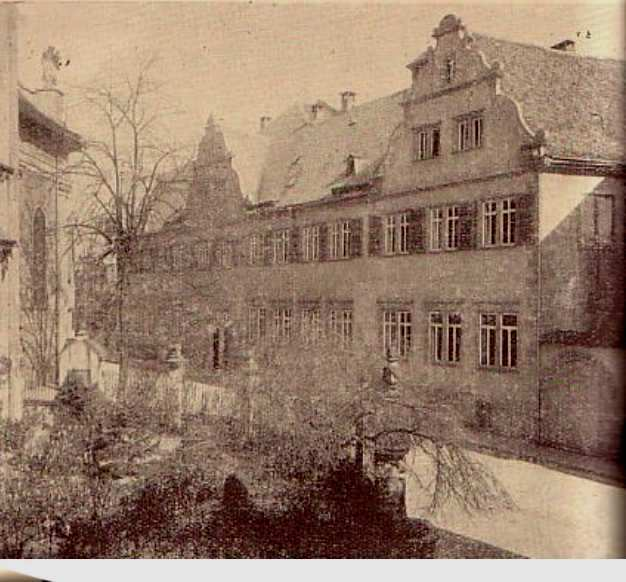
Deutsches Haus von 1589

Bereits im 14. Jahrhundert bestand ein stattliches Anwesen, ein Stiftshof im Bereich des Stifts St. Peter und Alexander in der Altstadt. 1331 wurde der Schöffe Heinrich Quittenbaum als Besitzer des Anwesens „Zum Würzgarten“ genannt. 1411 war es Sitz des Kanonikers Heinrich von Gonsrod. 1510 bis 1528 soll es Wohnsitz des Stadtschultheißen Johann von Gonsrodt gewesen sein. 1542 erwarb der Mainzer Hofmeister Eberhard Rüdt von Collenberg das Anwesen im Tausch für die Herberge „Zur Krone“ und nannte es „Collenberger Hof“. 1589 errichtete Hartmut XV. von Cronberg (Vizedom von 1578 bis 1598) auf dem Gelände den „Kronberger Hof“, eine dreiflügelige Renaissanceanlage mit Volutengiebeln, die in die späteren Theaterbauten integriert wurde. 1612 kaufte sie ein Dalberger und nannte ihn fortan „Dalberger Hof“. 1715 wechselte erneut der Besitzer: Kardinal Damian Hugo Philipp von Schönborn-Buchheim kaufte das Anwesen zur Errichtung einer Deutschherren-Kommende. Nun erhielt es den Namen „Deutsches Haus“. 1806 wurde der Deutsche Orden säkularisiert und der Landesherr Großherzog Karl Theodor von Dalberg wurde Eigentümer.
Am 27. Oktober 1944 wurde sie durch eine Mine zerstört und ist, rekonstruiert, wieder Teil des Stadttheaters.

## Gebäude
Dalbergs Baumeister Emanuel Joseph d’Herigoyen erhielt den Auftrag zum Bau eines Theaters am Schlossplatz, seine Pläne von 1805 und 1808 kamen aber nicht zur Ausführung. Anfang des Jahres 1810 kauften Aschaffenburger Aktionäre (Casino-Gesellschaft Aschaffenburg), unter ihnen Dalbergs Bankier Alois Dessauer, das Haus zur Errichtung eines Theatergebäudes für tausend Zuschauer. Dalberg sicherte als seinen Beitrag die Erträge des Ökonomiehofes in Nilkheim für neun Jahre zu. 1811 entschloss er sich, den Ökonomiehof an Carl Constantin Victor von Mergenbaum zu verkaufen und brachte den Erlös in den Theaterbau ein. Gleichzeitig erwarb Dalberg noch den Stiftshof „Zur Rübe“ an der Pfaffengasse hinzu. Im Innenhof des Deutschen Hauses entstand der Theaterbau nach Plänen des Frankfurter Architekten Tabor, die Bauausführung hatte der Frankfurter Baumeister Friedrich Samuel Susenbeth. Auf dem Grundstück des Stiftshofes wurde ein Redouten- und Ballsaal, der „Deutschhaussaal“, mit einer klassizistischen Fassade errichtet. Aschaffenburger Kunstmaler gestalteten die Innenräume. Erster Theaterdirektor wurde der Impresario Joseph Schemenauer, der aus Bamberg kam. Unter seiner Leitung wurde das Großherzoglich privilegierte Theater zu Aschaffenburg am 3. November 1811 eröffnet. Ein Jahr später wurde der Deutschhaussaal am Namenstag des Fürstprimas Carl Theodor (4. November 1812) mit einem festlichen Ball eröffnet. 1814 kam Aschaffenburg zu Bayern und das Theater wurde zum Königlich privilegierten Theater. Der Platz vor dem Deutschhaussaal wurde zu Ehren des Fürsten zum Karlsplatz umgestaltet und 1835 gepflastert.
Die Erben des inzwischen alleinigen Aktionärs Alois Dessauer verkauften 1851 das Theater an die Stadt Aschaffenburg. Das Stadttheater wurde mehrmals renoviert, restauriert, modernisiert, zuletzt 1936 erhielt es ein neues Siemens-Bühnenstellwerk mit Beleuchterbrücke und Beleuchtertürmen. Am 27. Oktober 1944 bei einem britischen Luftangriff durch eine Mine schwer beschädigt, brannte das Theater am 3. Januar 1945 nach einem amerikanischen Luftangriff aus. Nachdem ein Abrissantrag keine Mehrheit gefunden hatte, beschloss der Stadtrat 1946 den Wiederaufbau des Stadttheaters und begann mit ersten Instandsetzungsarbeiten. Bereits am 20. September 1947 konnte der Spielbetrieb wieder aufgenommen werden. 1959 wurde die Holzbaracke (Garderobe) entfernt und ein neues Foyer angebaut. 1980/81 erfolgte eine Generalsanierung und im Jahre 2008 entstand eine neue Fassade, die Neugestaltung des Zuschauerraumes, sodass zum 200-jährigen Bestehen das Stadttheater Aschaffenburg mit einem Großen Haus mit 430 Sitz- und 30 Stehplätzen, einer Studiobühne mit 150 Plätzen und einer Bühne 3 mit 100 Plätzen, einem zweistöckigen Foyer und einem Gastronomiebetrieb „Jedermann“ zum Besuch einlud.

## Spielbetrieb
Eröffnet wurde das Großherzoglich privilegierte Theater in Aschaffenburg am Sonntag, den 3. November 1811 mit einem Schauspiel in 4 Akten von Vogel betitelt: Markgraf Georg Friedrich oder die Schlacht bei Wimpfen. Man spielte im Kometihaus Friedrich von Schiller, Wilhelm Tell (1812), Die Braut von Messina (1813), Die Jungfrau von Orleans (1813); August Wilhelm Iffland; August von Kotzebue (35 Stücke). Die Hofkapelle unter Johann Franz Xaver Sterkel brachte Wolfgang Amadeus Mozarts Die Entführung aus dem Serail (31. März 1812) und Die Zauberflöte (3. April 1812) zur Aufführung. Am 6. Mai des gleichen Jahres wurde Oberon, König der Elfen des mährisch-österreichischen Komponisten und Dirigenten Paul Wranitzky (1756–1808) aufgeführt. Im Königreich Bayern verlor das Theater die Unterstützung des Hofes und Direktor Schemenauer verließ 1817 Aschaffenburg.
Im Frühjahr 1858 gastierte die Würzburger Operngesellschaft des Kapellmeisters Lorenz Fichtelberger zu einer zehntägigen Gastspielreihe mit Werken von Mozart, Weber, Meyerbeer, Donizetti und Flotow im neuen Stadttheater Aschaffenburg.
Unter dem Direktor Johann Carl Schubert (1872–1888) kam es zu einer Blütezeit im Aschaffenburger Theater. Man lud Tourneebühnen und die Ensembles von Würzburg, Hanau, Mainz, und Darmstadt zu Gastspielreihen ein. „Die vielfach von prominenten Spitzenkräften mitgestalteten Aufführungen boten dem hiesigen Publikum endlich jenes großstädtische Flair, von dem es so lange geträumt hatte. Gleichgültig, ob die Gäste Oper, Operette, klassisches Drama, Schwänke oder – gerade besonders aktuell – dramatische Heimatromane (Ganghofer) ... spielten, der Besucherstrom riß nicht ab. ‚Ein solcher Massenandrang wie zu der gestrigen Vorstellung dürfte seit Jahren hier nicht mehr vorgekommen sein‘ kommentierte der Kritiker die Aschaffenburger Erstaufführung des Bettelstudenten von Carl Millöcker am 8. November 1885.“ Mit dem Direktorenehepaar Emil und Antonia Steger (1909–1921) erhielt das Stadttheater wieder ein Schauspielensemble, verstärkt mit auswärtigen Gästen (Berlin und München), standen Romeo und Julia, König Lear, Ein Sommernachtstraum, Viel Lärm um nichts, Was ihr wollt von William Shakespeare auf dem Spielplan. Gespielt wurden auch Schillers Don Carlos, Goethes Egmont, Lessings Minna von Barnhelm sowie zahlreiche moderne Stücke. Stegers Mephisto und Gretchen aus dem Faust von Goethe oder Jago und Desdemona aus Othello von Shakespeare waren Glanzpunkte dieser Zeit. In den 1930er Jahren kam es dann zu einer Zusammenarbeit mit dem Hanauer Theater. Hanau spielte Oper und Operette und Aschaffenburg Sprechtheater. Ende des Jahrzehnts hatte man sich sogar zu einer Theatergemeinschaft zusammengeschlossen. Der letzte Vorhang fiel am 20. Juli 1944 nach dem Grafen von Luxemburg von Franz Lehár.
Nach misslungenen Versuchen, nach dem Kriege wieder ein Ensemble aufzubauen, entschied man sich, Gastspielverträge mit Darmstadt  (Landestheater) und Würzburg (Stadttheater) abzuschließen. Für sie hatte Aschaffenburg eine „Riesenbühne“, denn ihre Häuser wurden im Krieg zerstört, und sie spielten in der Orangerie und in einer Turnhalle. Als dritte Gastspielbühne kam Fritz Rémond mit seinem Kleinen Theater im Zoo, Frankfurt, hinzu. Mit ihm kamen Künstler wie Martin Held, Louise Martini, Inge Meysel und Hans-Joachim „Kuli“ Kulenkampff nach Aschaffenburg. Es folgten weitere Gastverträge mit dem Fränkischen Theater Schloss Maßbach, Gastspiele des Deutschen Theaters Göttingen, der Städtischen Bühnen Mainz, der Opernbühne München, dem Staatstheater Wiesbaden, dem Staatsschauspiel München, dem Nationaltheater Prag, dem Staatstheater am Gärtnerplatz München, dem Düsseldorfer Schauspielhaus, 1964 mit der Inszenierung von Karl-Heinz Stroux, Cäsar und Kleopatra von George Bernard Shaw mit O. E. Hasse und Nicole Heesters, dem Operettentheater Bratislava, der Moskauer Kammeroper, dem Pfalztheater Kaiserslautern, dem Städtebundtheater Hof und vielen Tourneetheatern mit interessanten und bedeutenden Inszenierungen.
Mit dem Bau der Stadthalle am Schloss 1991 wurde das Musiktheater ausgegliedert. Mit einer größeren Bühne und Platz für 1400 Besucher sind nun auch große Opernbühnen vor allem aus Osteuropa mit ihren Gastspielen in Aschaffenburg.
Wie 200 Jahre zuvor feierte man die Wiedereröffnung und das Jubiläum 2011 mit Schillers Jungfrau von Orleans, dieses Mal in einer Inszenierung des Meininger Theaters am 5. November 2011, und Mozarts Entführung aus dem Serail der Oper Köln am 24. November 2011. Im Festakt am 28. Oktober 2011 spielte man Musik des Komponisten Johann Franz Xaver Sterkel mit Christiane Karg (Sopran), Sara Hiller (Klavier) und dem Collegium musicum Aschaffenburg unter der Leitung von Hubert Buchberger.

## Deutschhaussaal

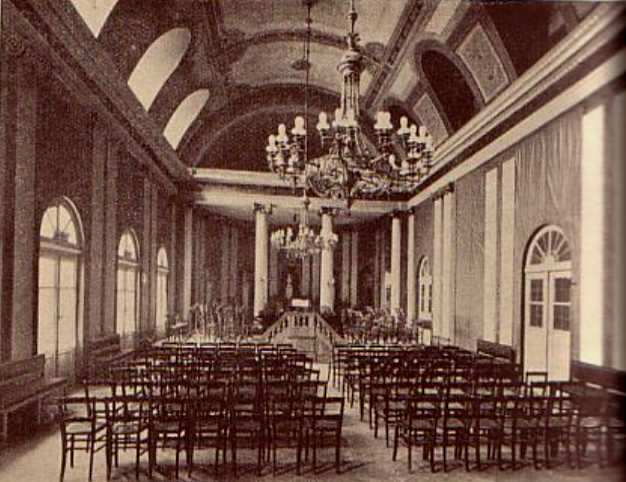
Deutschhaus-Saal, 1944 zerstört

Der Fest-, Konzert- und Ballsaal hat eine Länge von 10 m und eine Breite von 19 m und schließt links mit einer halbkreisförmigen Konche (Orchesterpodium) und zwei Rundsäulen ab, die rechte Seite ist gerade. Die Längswände des Innenraumes sind durch gekuppelte Lisenen in fünf Felder geteilt, vergoldete ionische Kapitelle schließen ab; der Saal hatte ein Tonnengewölbe mit Gurtbogen. Die Längswand zur Bühne konnte geöffnet werden, sodass sie bei entsprechenden Anlässen in den gesamten Theaterraum einbezogen werden konnte. Die Fassade zum Karlsplatz hin hat fünf Achsen, wovon die mittleren drei als Risalit vorspringen. Fünf eng aneinandergereihte rundbogige Eingänge führen zum Ballsaal. Über dem bemalten Fries und doppeltem Gesims gibt es fünf halbkreisförmige Fenster. Ein Gesims mit Zahnschnitt schließt die Fassade, den Risalit krönt ein Dreiecksgiebel.